# Aporia potanini
Aporia potanini är en fjärilsart som beskrevs av Alphéraky 1889. Aporia potanini ingår i släktet Aporia och familjen vitfjärilar. Inga underarter finns listade i Catalogue of Life.